# Ordre de Notre-Dame de Charité
Pour les articles homonymes, voir Charité (homonymie).
L'Ordre de Notre-Dame de Charité (en latin : Ordo Dominæ Nostræ de Caritate) est un ordre religieux catholique de droit pontifical. Cet ordre religieux s'est uni en 2014 à la congrégation de Notre-Dame de Charité du Bon Pasteur.

## La fondation de l’ordre de Notre-Dame de Charité
En 1641, Jean Eudes, encore membre de la congrégation de l'Oratoire, loue une maison afin de recevoir des prostituées repenties. L’évêque de Bayeux, Mgr d’Angennes, autorise l’aménagement d’une petite chapelle décorée grâce à des dons, notamment de la part des Carmélites de Caen. Le but de Jean Eudes n’est toutefois pas de créer un nouvel ordre religieux, mais simplement d’ouvrir une maison de refuge sur le modèle de celle qui existe, à Rouen par exemple ; l’institut prend donc le nom de Notre-Dame du Refuge. Les femmes qui encadrent les prostituées ne sont pas des religieuses et ne vivent pas cloîtrées. Les jeunes femmes repenties quant à elles sont amenées à travailler afin de subvenir à leur besoin et pour éviter qu’elles cèdent à l’oisiveté. Dans une lettre adressée aux Dames de la Miséricorde de Rouen, Jean Eudes explique que dans la maison de Caen, Dieu est « grandement glorifié par le grand ordre qui y est gardé et le grand soin que l’on a de bien établir ces pauvres réfugiées dans la crainte de Dieu et dans la piété, et de leur bien faire employer le temps au travail ».

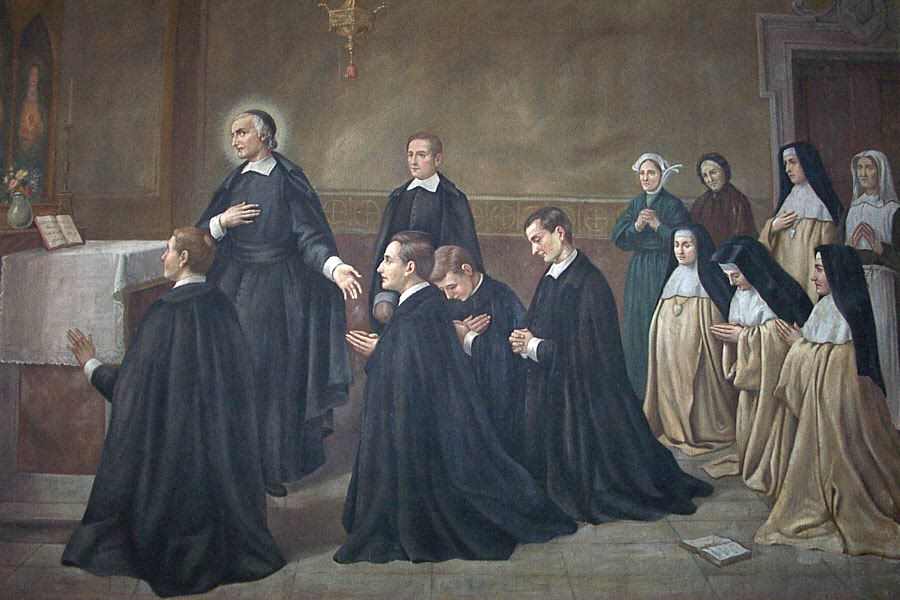
Jean Eudes, entouré de frères et sœurs des Ordres qu'il a fondés.

Mais une partie de la population de Caen, dont certains membres influents, se montre hostile à l’institution en arguant du fait qu’elle n’avait été reconnue ni par le roi, ni par le Parlement. Afin de remédier à cet état de fait, Jean Eudes obtient du cardinal de Richelieu la reconnaissance de la communauté grâce à des lettres patentes scellées de cire verte datées de novembre 1642. Après le départ des femmes encadrant les anciennes prostituées à la suite d'un désaccord sur les règles de discipline à l’intérieur de l’établissement, Jean Eudes décide de les remplacer par de véritables religieuses. Il fait alors une requête pour obtenir que quelques sœurs de l’ordre de la Visitation viennent tenir le refuge. Le 30 juillet 1644, l’évêque de Bayeux autorise l’opération et trois sœurs de la Visitation de Caen viennent gouverner le refuge. Bien que réticente, la supérieure de la Visitation de Caen, Marie-Françoise Marguerite Patin, s'installe le 16 août 1644 avec deux autres nonnes pour gouverner l'établissement. Jean Eudes dote la communauté d’un règlement conforme aux règles de saint François de Sales et décide de changer sa dénomination : le 24 août 1646, l’évêque de Bayeux autorise que la maison soit désormais baptisée Notre-Dame de Charité. Lassées du manque de moyens et de l'opposition à laquelle elles doivent faire face, les sœurs de la Visitation quittent l'institut en 1649. L'établissement est alors tenu par Mlle de Taillefer, novice qui avait pris l'habit le 12 février 1645.
Le 8 février 1651, le nouvel évêque de Bayeux, Mgr Édouard Molé, reconnaît après cinq ans de tergiversations l’ordre de Notre-Dame de Charité. Leroux de Langrie, président du Parlement de Rouen, et son épouse offrent les fonds nécessaires et se déclarent fondateurs de l’Institut. Enfin, une bulle pontificale du 2 décembre 1666 reconnaît définitivement l’institut.

## Règles et habits

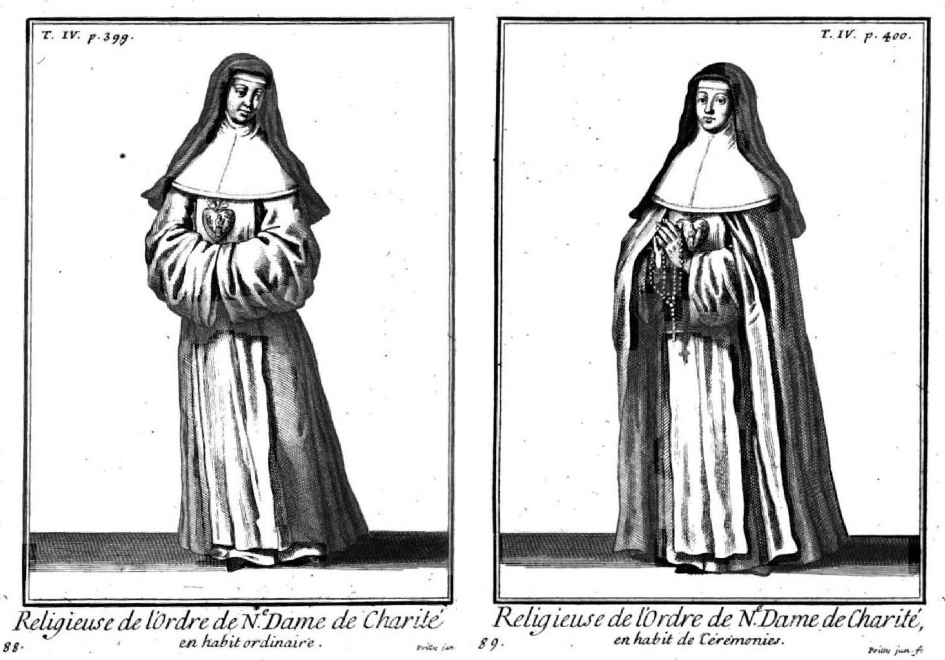
Habit religieux ordinaire et habit religieux de cérémonie.

Les lettres patentes de 1642 comme la bulle pontificale de 1651 placent la communauté sous la règle de saint Augustin. Comme dans toutes les autres congrégations, les sœurs devaient faire vœux de pauvreté, de chasteté et d’obéissance. Un quatrième vœu, spécifique à cet ordre, enjoignait aux sœurs de Notre-Dame de Charité de s’appliquer à la conversion des filles et femmes tombées dans l’impureté.
Jean Eudes a également réglé la question de l'habillement des sœurs. Leur habit était constitué d'une robe ceinte par une ceinture, d'un scapulaire et d'un manteau. Le tout était taillé dans une étoffe de couleur blanche, symbole de pureté contre le vice que les sœurs doivent extirper de l'âme des pénitentes. Leur tête était couvert d'un voile de couleur noire. À l'intérieur de la robe, on trouvait au niveau du cœur une petite croix de couleur bleue destinée à rappeler aux sœurs l'exemple d'abnégation offert par le Christ lors de la Passion. Enfin les religieuses portaient au cou un pendentif en argent en forme de cœur sur lequel était gravé les armoiries de la congrégation. Ces armes représentent la Vierge portant entre ses bras l'enfant Jésus encadrée par une branche de lys à gauche et une branche de rose à droite. Le lys symbolisait, d'une part, la chasteté que les sœurs devaient professer autour d'elles et, d'autre part, la nécessité de répandre la bonne odeur du Christ. Les roses avec leurs piquants faisaient référence à la défense qui leur est faite de s'attacher à une personne autre que le Christ.

## Le développement de l'ordre
Sept communautés sont fondées aux XVIIe et XVIIIe siècles :
- Rennes (1673) ;
- Hennebont (1676) ;
- Guingamp (1676) ;
- Vannes (1683) ;
- Tours (1711) ;
- La Rochelle (1715) ;
- Paris (1724).

L'ordre est dispersé en 1792 et rétabli au début du XIXe siècle.
Les sœurs arrivent en Angleterre en 1863. En 1910, il y avait des maisons à :
- Bartestree (Herefordshire) ;
- Waterlooville (Hampshire) ;
- Southampton (Hampshire) ;
- Northfield, près de Birmingham (Midlands de l'Ouest).

Au Pays de Galles, il y avait deux maisons :
- Monmouth ;
- Mold.

En Irlande, il y avait deux maisons à Dublin.
En France, il y avait dix-sept maisons :
- Caen ;
- Saint-Brieuc ;
- Rennes ;
- La Rochelle ;
- Paris ;
- Versailles ;
- Nantes ;
- Lyon ;
- Valence ;
- Toulouse ;
- Le Mans ;
- Blois ;
- Montauban ;
- Besançon ;
- Valognes ;
- deux à Marseille.

Aux États-Unis, il y avait des maisons à :
- Buffalo (État de New York) ;
- Pittsburgh (Pennsylvanie) ;
- Green Bay (Wisconsin) ;
- Wheeling (Virginie-Occidentale) ;
- Hot Springs (Arkansas) ;
- San Antonio (Texas) ;
- Dallas (Texas).

Au Canada, il y avait des maisons à :
- Ottawa ;
- Toronto ;
- Vancouver.

Il y avait également :
- deux maisons au Mexique ;
- une à Loreto en Italie ;
- une à Bilbao en Espagne ;
- une à Salzbourg en Autriche.

En France, Espagne et Mexique, les communautés autonomes, constituées en fédération en 1945, se sont unies sous une direction unique le 3 octobre 1967 sous le nom d'Union de Notre-Dame de Charité. L'ordre compte également des communautés réunies en trois fédérations : États-Unis, Angleterre, Irlande, et d'autres communautés présentes au Canada, Côte-d'Ivoire, Kenya.